# Máy tính tiền cảm ứng
Máy tính tiền cảm ứng là một nhánh phát triển cao cấp của máy tính tiền với chức năng tương tư nhưng phương thức xử lý tính toán tốt và thông minh hơn. Sản phẩm bao gồm: Màn hình cảm ứng giúp nhân viên thực hiện thao tác tính toán. Hệ thống phần cứng điện tử gồm có: chíp CPU xử lý, bộ nhớ lưu trữ, các cổn điều khiển thiết bị khác (máy in, máy quét mã vạch, máy đọc thẻ)
Chương trình xử lý: gồm 02 dạng chương trình
- Chương trình như máy vi tính: được lập trình thông dụng trên máy vi tính và tùy theo tính năng nhu cầu phát sinh, người lập trình sẽ điều chỉnh. Đây là hình thức áp dụng cho các công ty cung cấp máy tính tiền cảm ứng có quy mô nhỏ do chi phí đầu tư lập trình rất nhỏ. Phương pháp này tương tự như việc khách hàng mua máy vi tính, mua bản quyền cài đặt hệ điều hành thông thường (Microsoft Windows) và mua thêm phần mềm cài đặt. Tuy nhiên, đây là bất lợi cho khách hàng về sự ổn định của chất lượng phần mềm (uy tín, thương hiệu công ty sản xuất) vì nếu dữ liệu sai thì giá trị sử dụng hệ thống hoàn toàn không có.
- Chương trình lập trình bằng phần mềm nhúng (embedded software): đây là phương pháp hầu hết các công sản xuất máy tính tiền lớn trên thế giới áp dụng vì chi phí chất xám đầu tư sản xuất phần mềm nhúng cao rất cao (vài triệu USD trở lên) và được tích hợp trọn gói vào thiết bị điện tử đặc thù. Tất nhiên sản phẩm sẽ rất ổn định và được sản xuất đại trà.